# Louise Jöhncke
Louise Jöhncke, numera Louise Tjärnqvist, född 31 juli 1976, är en svensk simmare.
Hon blev olympisk bronsmedaljör i Sydney 2000, då hon simmade lagkapp på 4x100 m frisim tillsammans med Therese Alshammar, Johanna Sjöberg och Anna-Karin Kammerling.
Louise Jöhncke gifte sig 2006 med ishockeyspelaren Daniel Tjärnqvist.

## Klubb
- Väsby SS
- Södertörns SS
- Spårvägens SF